# Cilazapril
Cilazapril je antihipertenziv (učinkovina proti povišanem krvnem tlaku) iz skupin zaviralcev angiotenzin pretvarjajočega encima. Uporablja se peroralno. Cilazapril je, kot enalapril in ramipril, predzdravilo, ki se po absorpciji hidrolizira do cilazaprilata. Slednji ima dolgo razpolovno dobo, kar omogoča odmerjanje enkrat dnevno.

## Indikacije
V študijah je cilazapril izkazal učinkovitost pri zdravljenju blage do zmerne hipertenzije.

## Neželeni učinki
Najpogostejši neželeni učinki so kašelj, omotica, utrujenost in glavobol. Povečini so neželeni učinki blagi in izzvenijo brez prekinitve zdravljenja.